# Заболоття (Насвинська волость)
Заболоття (рос. Заболотье) — присілок в Новосокольницькому районі Псковської області Російської Федерації.
Населення становить 84 особи. Входить до складу муніципального утворення Насвинська волость.

## Історія
Від 2015 року входить до складу муніципального утворення Насвинська волость.

## Населення
| 2001 | 2002 | 2010 |
| ---- | ---- | ---- |
| 116  | ↘95  | ↘84  |